# Amathuxidia negrosensis
Amathuxidia negrosensis är en fjärilsart som beskrevs av Schröder och Colin G.Treadaway 1980. Amathuxidia negrosensis ingår i släktet Amathuxidia och familjen praktfjärilar. Inga underarter finns listade i Catalogue of Life.